# Кийт Грийн
Кийт Грейн (на английски: Keith Greene) е бивш британски автомобилен състезател, пилот от Формула 1. Роден на 5 януари 1938 г. в Лейтънстоун, Великобритания.

## Формула 1
Кийт Грейн прави своя дебют във Формула 1 в Голямата награда на Великобритания през 1959 г. В световния шампионат записва 6 състезания като не успява да спечели точки, състезава се за отборите на Купър и Гилби.